# Aleksandr Karpovcev
Aleksandr Georgievič Karpovcev (in russo Александр Георгиевич Карповцев?; Mosca, 7 aprile 1970 – Jaroslavl', 7 settembre 2011) è stato un hockeista su ghiaccio russo, fino al 1991 sovietico.

## Palmarès

### Mondiali
- 2 medaglie:
  - 1 oro (Germania 1993)
  - 1 bronzo (Austria 2005)